# Мерлана
Мерлана — река в России, протекает в Перевозском районе Нижегородской области. Устье реки находится в 211 км по левому берегу реки Пьяна. Длина реки составляет 13 км.
Исток реки у деревни Ковалёво (Тилининский сельсовет) в 11 км к северо-западу от города Перевоз. Генеральное направление течения — юго-восток, река течёт по безлесой местности. Впадает в Пьяну напротив города Перевоз, в нижнем течении в межень русло пересыхает.

## Данные водного реестра
По данным государственного водного реестра России относится к Верхневолжскому бассейновому округу, водохозяйственный участок реки — Сура от устья реки Алатырь и до устья, речной подбассейн реки — Сура. Речной бассейн реки — (Верхняя) Волга до Куйбышевского водохранилища (без бассейна Оки).
По данным геоинформационной системы водохозяйственного районирования территории РФ, подготовленной Федеральным агентством водных ресурсов:
- Код водного объекта в государственном водном реестре — 08010500412110000039845
- Код по гидрологической изученности (ГИ) — 110003984
- Код бассейна — 08.01.05.004
- Номер тома по ГИ — 10
- Выпуск по ГИ — 0